# Прапор Синициного
Прапор Синициного — офіційний символ села Синицине (Феодосійського району АРК), затверджений рішенням Синицинської сільської ради від 23 грудня 2008 року.

## Опис прапора
Прямокутне полотнище зі співвідношенням ширини до довжини 2:3, що складається з трьох горизонтальних смуг — зеленої (1/5 висоти), синьої (2/5 вистоти) та червоної (1/5 висоти); посередині прапора герб села на щиті «французької» форми.